# Eugen Weber
Eugen Weber (Bucarest, 1925-Los Ángeles, 2007) fue un historiador estadounidense de origen rumano, especializado en el estudio de la historia contemporánea de Francia.

## Biografía
Nacido el 24 de abril de 1925 en Bucarest y profesor en UCLA, se especializó en el estudio de la historia contemporánea de Francia.
Weber se convirtió en historiador debido a su interés por la política, un interés que se remontaba al menos a los doce años. Describió su despertar político como la constatación de las injusticias sociales: "Fue mi vaga insatisfacción con la jerarquía social, el sometimiento de siervos y campesinos, la violencia difusa de la vida cotidiana en un país relativamente pacífico entre gentes aparentemente apacibles".
Fue autor de obras como The Nationalist Revival in France: 1905-1914 (1959), Varieties of Fascism: Doctrines of Revolution in the Twentieth Centur (1964), Peasants into Frenchmen. The modernization of rural France 1870-1914 (1976), Action Française: Royalism and Reaction in Twentieth-Century France (1962), La Fin des terroirs. La modernisation de la France rurale, 1870-1914 (1983), France, Fin de Siècle (1986), Ma France. Mythes, culture, politique (1991), The Hollow Years: France in the 1930s (1994) o Apocalypses: Prophecies, Cults, and Millennial Beliefs through the Ages (1999), entre otras. También fue editor, junto a Hans Rogger, de The European Right: A Historical Profile (University of California Press, 1965).
Sus libros y artículos se han traducido a varios idiomas. Ha recibido numerosos galardones por su labor académica, entre ellos el de miembro de la Academia Estadounidense de las Artes y las Ciencias, el de miembro de la Sociedad Filosófica Estadounidense, y becas del Fondo Nacional de Humanidades, la Fundación Guggenheim, el Consejo Estadounidense de Sociedades Científicas y el Programa Fulbright.[cita requerida]
Falleció en Los Ángeles el 17 de mayo de 2007, a los ochenta y dos años de edad, a causa de un cáncer de páncreas.